# Cosimo Tura
Cosimo Tura, znan tudi kot Il Cosmè ali Cosmè Tura, je bil italijanski zgodnjerenesančni slikar, * 1430, Ferrara, † 1495 in eden ustanoviteljev  ferrarske šole.
Rodil se je v Ferrari, študiral je pri Francescu Squarcioneju iz Padove. Kasneje sta bila njegova pokrovitelja vojvoda Borso in Ercolo I. d'Este. Do leta 1460 je dobil nagrado dvora. Njegova učenca sta bila Francesco del Cossa in Francesco Bianchi. Zdi se, da so nanj vplivali Mantegna in Piero della Francesca ter zgodnjerenesančni slog.
V Ferrari v palači Schifanoia je veliko njegovih fresk (1469–1470). Ta palača veselja z manj pomembno fasado in arhitekturo je pripadala rodbini Este in je zunaj srednjeveškega mestnega obzidja. Cosimo je skupaj s Francescom del Cosso pomagal izdelati zapleteno zasnovano alegorijsko serijo o mesecih leta in zodiakalnih simbolih. Prikazani so sodobni portreti glasbenikov, delavcev in karnevalski plesi v idilični paradi. Tako kot v svetu Piera della Francesca se nemotivirane figure premikajo s klasično vedrino.
Prav tako je naslikal orgelska vrata za stolnico, ki prikazujejo oznanjenje (1469). Sodeloval je pri slikanju serije muz za Studiolo v palači Belfiore Leonella d'Esteja v Ferrari, tudi pri alegorični figuri Kaliope v Narodni galeriji (glej sliko). Medtem ko se pogosto razpravlja o posameznih pripisih, so med umetniki, za katere mislijo, da so dokončali serijo, Angelo di Pietro iz Sienne, imenovan tudi Maccagnino ali Angelo Parrasio, in Michele Pannonio.

## Izbrana dela
- Sveti Jurij, Muzej umetnosti v San Diegu [5]
- Pieta (1460), Muzej Correr v Benetkah [5]
- Sodba in mučenstvo svetega Avrelija (1470), Narodna pinakoteka v Ferrari [5]
- Obrezovanje Kristusa (1470), Muzej Isabelle Stewart Gardner, Boston [6]
- Marija in otrok (1455), Narodna galerija umetnosti, Washington, D. C. [5]
- Portret Eleanore Aragonske, vojvodinje Ferrare, knjižnica Pierponta Morgana, New York [5]
- Pomlad ali muza Kaliopa (1460), Narodna galerija, London [7]
- Princesa (1470), Stolnični muzej, Ferrara [8]
- Sveti Jurij in zmaj (1469), Stolnični muzej, Ferrara [9]
- Marijino kronanje (1474), Narodna galerija, London [10]
- Sveti Sebastijan, Gemäldegalerie, Dresden, Nemčija [11]
- Sveti Dominik, Uffizi, Firence [12]
- Pietà, Louvre [13]
- Sveti Anton Padovanski bere, Louvre, Pariz [14]
- Pietà (1472), Muzej Correr, Benetke
- Objokovanje (1472), Roverellov oltar
- Sveti Nikolaj, Muzej lepih umetnosti, Nantes
- Črka A, miniatura iz pesmarice (Metropolitanski muzej, New York)[15]
- Freske v palači Schifanoia, Ferrara [16]

- Alegorija september: Triumf Vulkana
Alegorija avgust: Triumf Cerere
Alegorija junij: Triumf  Merkurja